# Station Walmer
Walmer is een spoorwegstation van National Rail in Walmer, Dover in Engeland. Het station is eigendom van Network Rail en wordt beheerd door Southeastern. Het station is geopend in 1881.